# Blind ermittelt – Das Haus der Lügen
Blind ermittelt – Das Haus der Lügen ist ein österreichischer Fernsehfilm der Krimireihe Blind ermittelt aus dem Jahr 2019 von David Nawrath mit Philipp Hochmair und Andreas Guenther. Der Film wurde am 9. Dezember 2019 im ORF erstmals ausgestrahlt. Es handelt sich um die Fortsetzung von Die toten Mädchen von Wien und Blutsbande. Im Ersten wurde der Film unter dem Titel Der Feuerteufel von Wien erstmals am 5. März 2020 gezeigt.

## Handlung
Alexander „Alex“ Haller ist ein blinder, ehemaliger Wiener Chefinspektor, der bei einem Sprengstoffanschlag sein Augenlicht und damit auch seinen Beruf verlor. Zusammen mit dem aus Berlin stammenden Taxifahrer Nikolai „Niko“ Falk ermittelt er in seinem dritten Fall.
Diesmal bittet Kommissarin Laura Janda ihren ehemaligen Chef Haller um Unterstützung bei der Aufklärung eines Falles. Doktor Lohberg, der Direktor eines Elite-Internates, wurde verbrannt aufgefunden, es gibt keinerlei Zeugen. Haller wird als Musiklehrer in die Schule eingeschleust, um dort als verdeckter Ermittler Nachforschungen anzustellen, weil der Elternbeirat die Befragung der Schüler durch die Polizei untersagte. 
In der Schule lernt Haller die Lehrerin Lotta Behrbach kennen, die ihm dabei behilflich ist sich in der Schule zurechtzufinden. Für ihn ist es seit dem Sprengstoffanschlag und dem Tod seiner Lebensgefährtin Kara Hofmann das erste Mal, dass er wieder etwas für eine Frau empfindet. In der Nacht verschaffen sich Haller und Falk Zugang zum Chemielabor. Laut Inventarliste fehlen rund 400 Milliliter der dort gelagerten Perchlorsäure, die beim Brandanschlag auf den Direktor als Brandbeschleuniger verwendet wurde. Chemielehrer Robert Leyer gilt zunächst als tatverdächtig.
Der Direktor wurde zuletzt mit Max Holtinger, Sohn des Schulwartes Rüdiger Holtinger, der über ein Begabtenstipendium verfügt, gesehen. Haller und Falk statten den Holtingers in ihrer Wohnung im Wohnpark Alterlaa einen Besuch ab. Max Holtinger wurde von Doktor Lohberg gefördert, Haller bietet Rüdiger Holtinger ebenfalls seine Unterstützung an. Rüdiger lebt von Gitte, der Mutter von Max, getrennt. Max erzählt ihr, dass er über ihre Affäre mit dem Direktor Bescheid weiß.
Haller verbringt die Nacht mit Lotta Behrbach, dabei entdeckt er eine Narbe. Sie gibt an, dass diese von einem Unfall in ihrer Kindheit stammt. Außerdem entdeckt Behrbach einen Anruf von Kommissarin Laura Janda auf seinem Handy. In der Folge recherchiert sie die wahre Identität von Haller.
Max Holtinger erhält ein Strafmandat, er wurde beim Schnellfahren in der Mordnacht auf dem Weg vom Internat zu seiner Wohnung in Alterlaa vom Radar geblitzt. Max gesteht seinem Vater, dass er das getan hatte, wozu seinem Vater der Mut fehlte. In der Folge legt Rüdiger Holtinger ein Geständnis ab, Haller glaubt ihm allerdings nicht.
Niko findet zufällig heraus, dass der Chemielehrer Robert Leyer Spielschulden hat. Auf einem USB-Stick finden sich Fotos des Direktors mit Gitte Holtinger. Der Chemielehrer hatte den Direktor mit den Fotos erpresst, außerdem hatte er Prüfungsangaben an reiche Schüler verkauft.
Bei der Leiche des Direktors findet sich eine Titanplatte am Schlüsselbein. Diese stammt von einem rund 25 Jahre zurückliegenden Verkehrsunfall. Verursacher war der Direktor. Eines der Unfallopfer war Lotta Behrbach, ihre Eltern verbrannten bei dem Unfall. Sie gesteht schließlich den Mord an Doktor Lohberg.

## Produktion

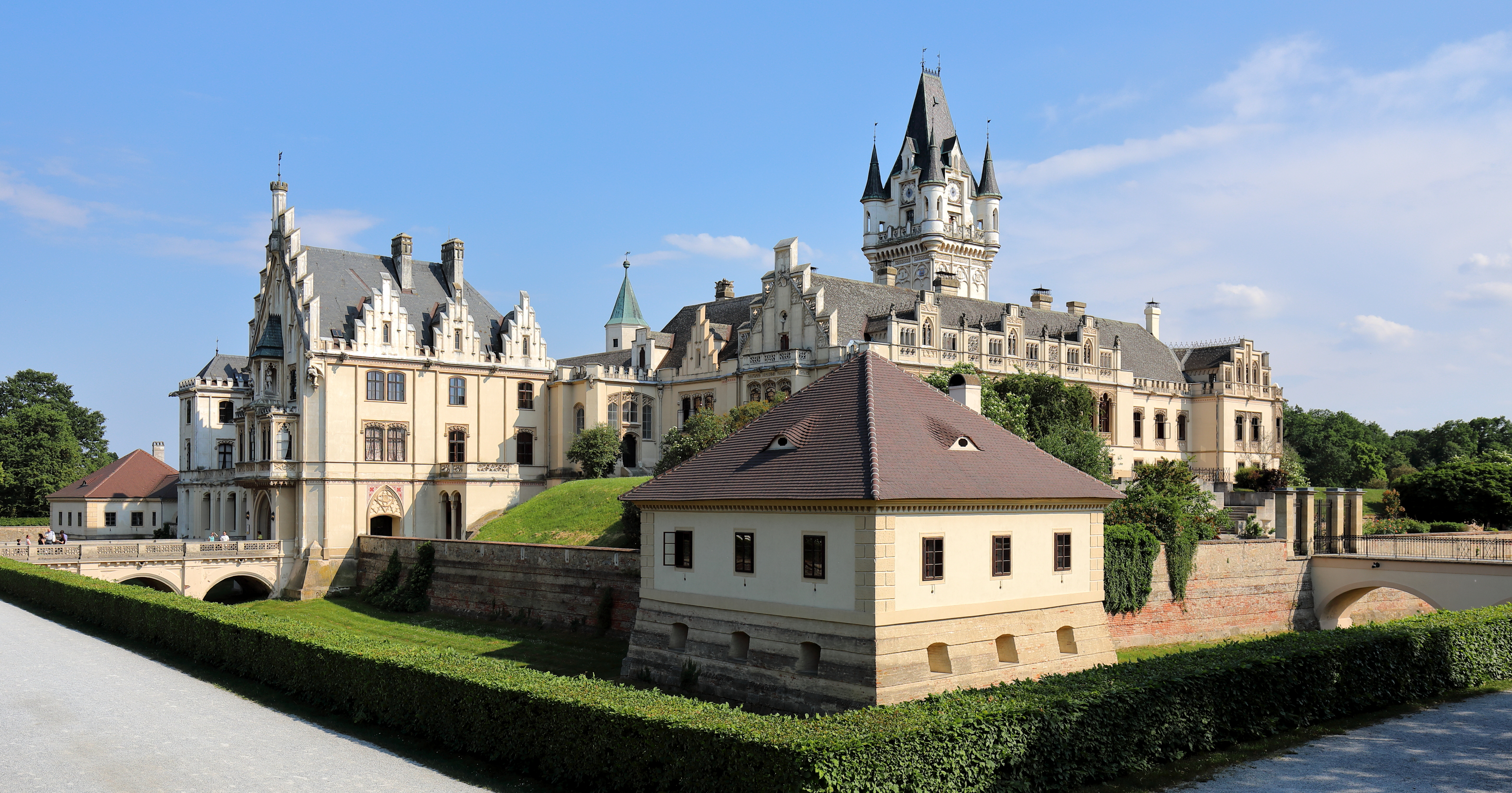
Einer der Drehorte: Schloss Grafenegg

Die Dreharbeiten fanden gemeinsam mit der zweiten Folge Blutsbande vom 18. März bis zum 23. Mai 2019 statt. Gedreht wurde in Wien und Niederösterreich. Einer der Drehorte war Schloss Grafenegg.
Produziert wurde der Film von der österreichischen Mona Film Produktion GmbH der Produzenten Thomas Hroch und Gerald Podgornig. Beteiligt waren der Österreichische Rundfunk und die ARD (Degeto Film), unterstützt vom Fernsehfonds Austria und dem Filmfonds Wien.
Für das Kostümbild zeichnete Theresa Ebner-Lazek verantwortlich, für das Szenenbild Katharina Haring und Nina Salak, für den Ton Thomas Szabolcs und für das Maskenbild Danijela Brdar und Jenny Popova.

## Rezeption

### Kritiken
Volker Bergmeister schrieb bei tittelbach.tv, dass sich die Krimi-Reihe steigere, der dritte Fall sei der bis dahin stärkste, weil er den beiden Ermittlerfiguren etwas mehr Tiefe gebe. Drehbuchautor Don Schubert gelinge eine stringente Geschichte mit falschen Fährten und einem interessanten Schauplatz. „Ein klassisch erzählter, solider Krimi mit einem guten Duo, das einem zunehmend vertrauter zu werden scheint.“
Tilmann P. Gangloff dagegen befand im Münchner Merkur, dass der dritte Film nur noch ein Krimi wie jeder andere sei. Gemessen an den beiden Vorläufern erzähle dieser eine vergleichsweise konventionelle Geschichte und auch die Umsetzung falle nicht mehr aus dem Rahmen.
Karina Krawczyk bezeichnete den Film in der Berliner Morgenpost als „meisterlichen Krimi“, der nicht nur dank starker Darsteller sehenswert sei. Der dritte Fall sei „ein hoch interessanter, durchgehend meisterlich bebilderter Krimi. [...] Ein Krimi, der Spaß macht, weil alles an ihm stimmt: Das Erzähltempo, die Dialoge, der Einsatz von Musik.“

### Einschaltquoten
Die Erstausstrahlung im ORF am 9. Dezember 2019 wurde von bis zu 610.000 und durchschnittlich 574.000 Sehern verfolgt, der Marktanteil lag bei 19 Prozent bzw. bei 18 Prozent bei den 12- bis 49-Jährigen.
In Deutschland sahen den Film bei Erstausstrahlung im Ersten 4,16 Millionen Zuschauer, der Marktanteil lag bei 13,3 Prozent.